# Line art

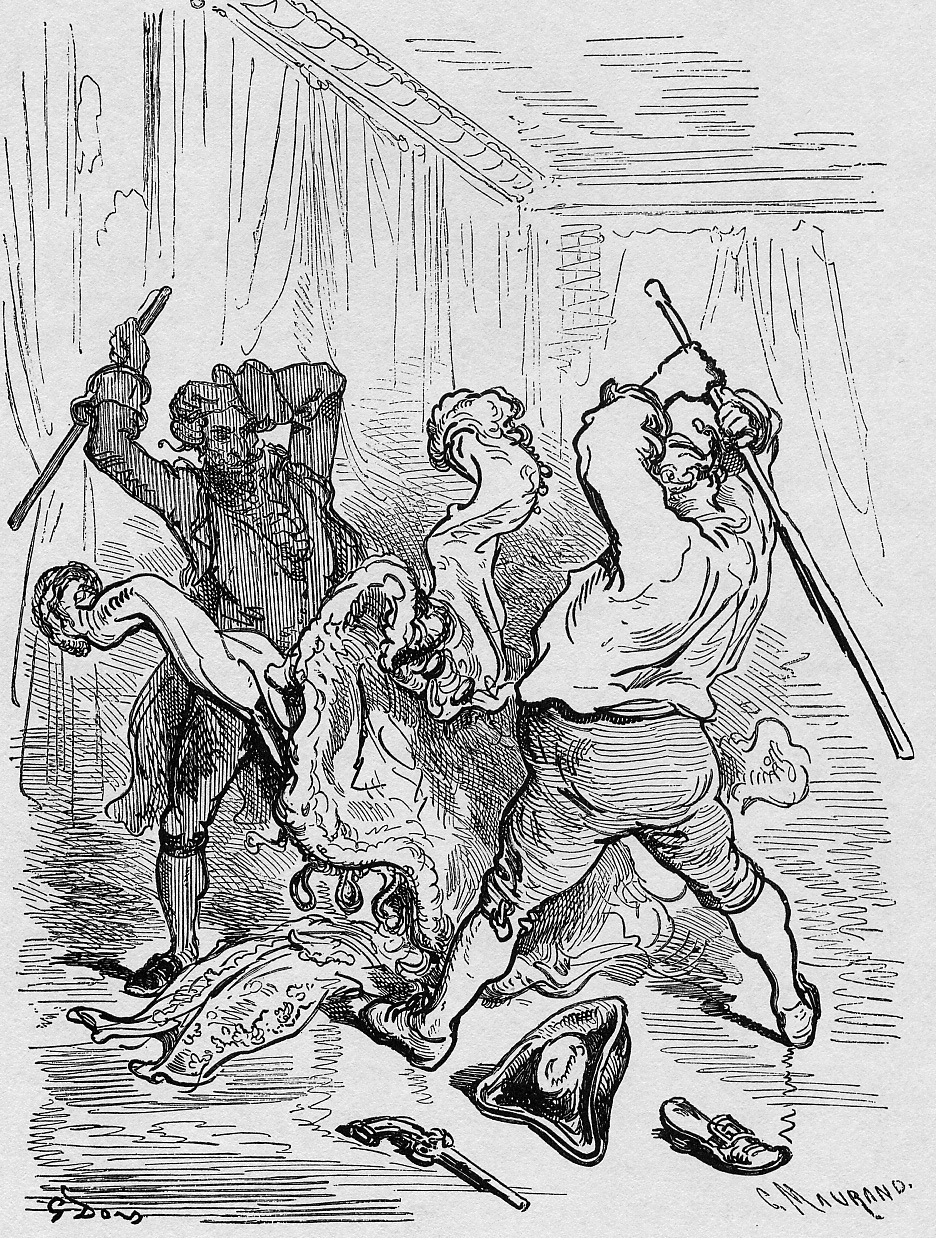
Ilustración de Gustave Doré para Barón de Münchhausen en line art.

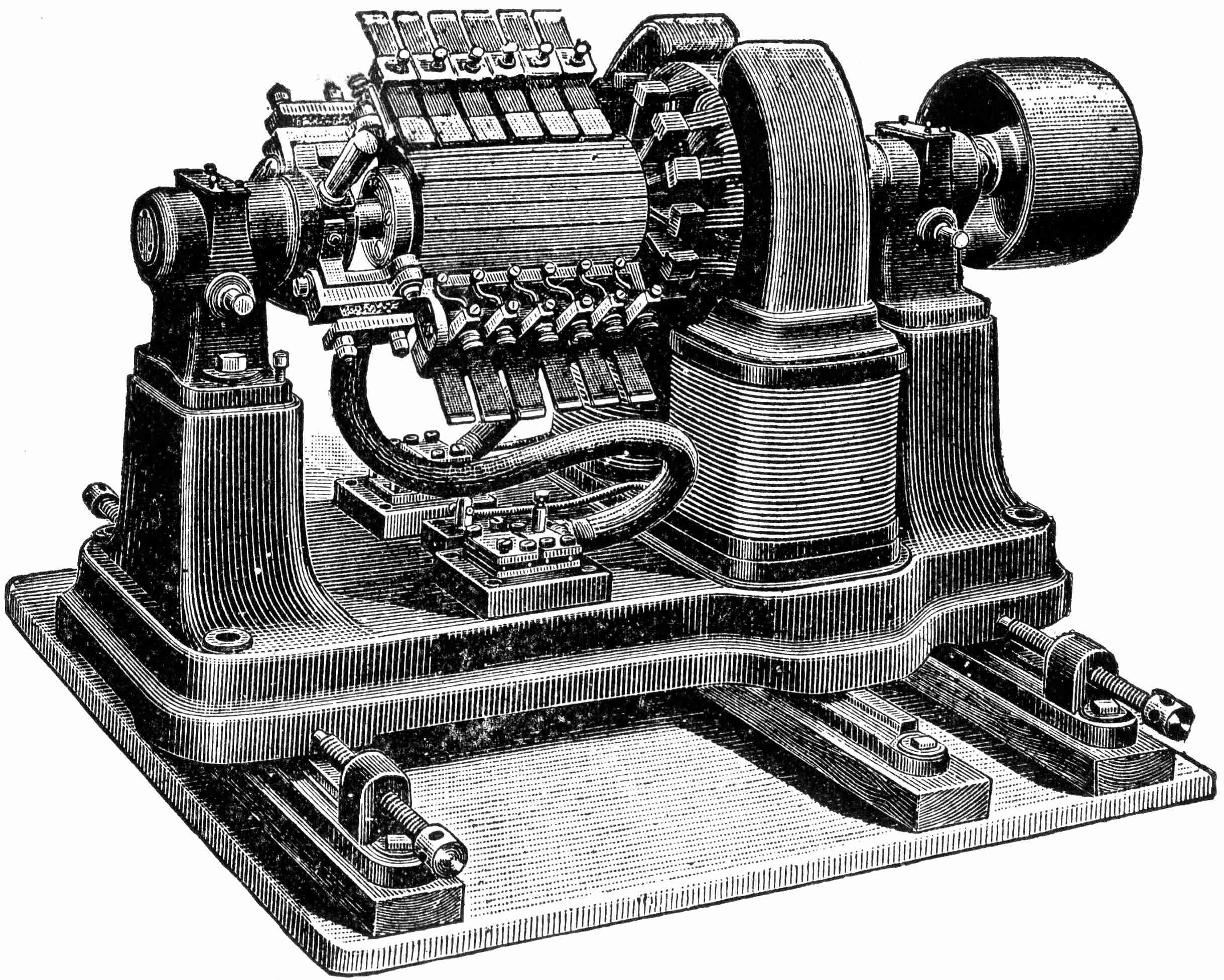
Ilustración técnica en line art tomada de un tratado de ingeniería.

Line art (lit. ‘arte lineal’; en artes gráficas, dibujo de línea o dibujo de trazo) es cualquier imagen que se compone de distintas líneas rectas y curvas sobre un fondo (generalmente sin formato, en blanco), sin sombras o tonos para la representación de objetos en dos o tres dimensiones. Los line art son monocromáticos y normalmente se emplea el color negro. El color del papel puede ser distinto del blanco pero también ha de tener un único y uniforme color. Es posible que estos dibujos estén coloreados aunque únicamente con el color de la tinta rebajada de tono.
El término Line art se utiliza principalmente durante la confección de cómics, describiendo así al objeto que se ha realizado basándose en un dibujo realizado previamente a lápiz y que a continuación será finalmente coloreado. También se emplea para definir los cuadernos de dibujos realizados para que sean coloreados por los niños...